# أ. قسطنطين باري
أ. قسطنطين باري هو سياسي أمريكي، ولد في 15 يوليو 1815، وتوفي في 5 مارس 1888. انتخب عضو جمعية ولاية ويسكونسن ‏.